# کینگزتاون (کارولینای شمالی)
کینگزتاون (به انگلیسی: Kingstown) شهری در ایالت کارولینای شمالی کشور ایالات متحده آمریکا است که جمعیت آن در سرشماری سال ۲۰۱۰ میلادی، ۶۸۱ نفر بوده‌است.